# Cajelitos
Cajelitos es una localidad del estado mexicano de Guerrero. Es parte del municipio de Chilpancingo de los Bravo.

## Demografía
| Gráfica de evolución demográfica |
|                                  |

| Censo | Población |
| ----- | --------- |
| 1940  | 197       |
| 1950  | 390       |
| 1960  | 426       |
| 1970  | 618       |
| 1980  | 946       |
| 1990  | —         |
| 2000  | 1 155     |
| 2010  | 1 376     |
| 2020  | 1 230     |